# Mantispa neotropica
Mantispa neotropica är en insektsart som beskrevs av Navás 1933. Mantispa neotropica ingår i släktet Mantispa och familjen fångsländor. Inga underarter finns listade i Catalogue of Life.